# El ojo del espectador (Star Trek: La nueva generación)
"El ojo del espectador" es el episodio 18 de la de la séptima temporada de Star Trek: La nueva generación.

## Trama
Fecha estelar 47622.1. Un tripulante de la Enterprise, el Teniente Daniel Kwan aparentemente se suicida mientras efectuaba labores de mantención de rutina en un tubo de la nacela warp. Extrañamente él le dice a Riker "Se están riendo de mi" y "Conozco lo que tengo que hacer", antes de saltar en la descarga de plasma en el tubo de la nacela, la que lo vaporiza. El capitán Picard asigna a Worf y a Deanna Troi para que investiguen las circunstancias que rodearon la muerte de Kwan.
Troi y Worf revisan el camarote de Kwan y miran en su diario personal pero no logran encontrar algún signo de que él fuera infeliz. Por el contrario, él aparecía entusiasmado acerca de lo que haría en los siguientes días y con la perspectiva de pasar esos días con su novia, la tripulante Calloway. Cuando es entrevistada, Calloway sugiere que la única cosa con que Kwan parecía sentirse incómodo era que él sentía que su oficial superior, la Teniente Nara, se sentía amenazada por él. Troi regresa a la escena de la muerte de Kwan donde ella se encuentra con la Teniente Nara, pero Nara no muestra ninguna molestia acerca de Kwan.
Mientras se encuentran paradas en la plataforma donde Kwan se mató, Troi es sobrepasada por una inesperada avalancha de sensaciones que la desorienta y la confunde. Dado que el sentido émpatico de Troi es sobrecargado, la dra. Crusher sugiere que ella descanse por unas pocas horas. Troi regresa a su habitación donde ella es visitada por Worf, allí los dos especulan acerca de la posibilidad de que Troi estuviera sintiendo el "eco" empático dejado por Kwan, del que existía constancia de que también poseía habilidades empáticas.
Más tarde, Worf y Troi regresan al tubo de la nacela donde esta vez, Troi tiene una visión de una mujer retrocediendo y gritando "no" y la imagen de un hombre pelirrojo de aspecto amenazador. Las dos personas desaparecen, y Troi encuentra imágenes de equipo con las marcas de Utopia Planitia (donde la Enterprise fue construida), luego ve nuevamente a la mujer riéndose de manera siniestra con otro hombre después de que fueran encontrados besándose al interior de un clóset.
Worf trae de vuelta al presente a Troi, dejando el lugar de inmediato. Le sugiere que Troi estaba reviviendo un evento de hace ocho años atrás, que posiblemente también fue experimentado por Kwan dado que él mismo trabajó en la construcción de la Enterprise en Utopia Planitia. Troi y Worf buscan los archivos personales de las personas que Troi vio en su visión y encuentran que el hombre pelirrojo es el Teniente Walter Pierce, actualmente sirviendo en la Enterprise como un oficial de ingeniería. También averiguan que Pierce era el supervisor de Kwan en Utopia Planitia, pero cuando conversan con él, este dice que no tiene conocimiento de que algo fuera de lo ordinario hubiera sucedido en el tubo de la nacela. Habiendo retornado a su camarote, Troi de dice a Worf que ella no pudo leer nada de Pierce, lo que significa que él también debe ser parcialmente telepático. Worf le da las buenas noches a Troi y comienza a irse, pero de improviso Troi y Worf se besan y se insinúa que pasan la noche juntos.
La siguiente mañana Crusher le administra un inhibidor neural para bloquear el sentido empático de Troi, y permitirle visitar el tubo de la nacela sin experimentar más alucinaciones. Worf llega un poco más tarde, sin embargo él se comporta indiferente hacia Troi y le dice que no podrá acompañarla al tubo de la nacela, y que en vez de él irá la tripulante Calloway.
Troi, Data y Geordi inspeccionan el conducto de plasma que Kwan reparó poco antes de que él se matara, Nara explica que probablemente nunca antes se abrió. A pesar del inhibidor Troi tiene otra visión de Pierce y de la mujer desconocida. Ella está segura de que existe algo detrás de la muralla y Geordi descubre un esqueleto humano incrustado en la nave.
Calloway busca en los archivos del personal de la nave y descubre que el esqueleto pertenece a la tripulante Marla Finn, que resulta ser la mujer que Troi está viendo en sus visiones. También se descubre que Kwan llegó a Utopia Planitia mucho después de que Finn hubiera desaparecido, y Troi llega a la conclusión de que la imagen de Pierce que ella vio era un reflejo, y que la visión ocurría desde su perspectiva. Ella y Worf van a arrestar a Pierce, pero Troi comienza a extrañarse del comportamiento de Worf cuando este comienza a ser muy atento con Calloway.
Troi le pregunta a Worf si él infeliz con estado de la relación entre ambos, y Worf es enfático en que él no lo es. Worf sugiere que Troi se siente exasperada y ella concuerda regresando a su habitación mientras que Worf se dirige a arrestar a Pierce. Sin embargo, Pierce ingresa a la habitación de Troi solo y le da una larga y extraña mirada, Troi inmediatamente llama a seguridad y le solicita retener a Pierce en su habitación, pero cuando él está siendo escoltado hacia afuera Pierce le dice que Worf no lo interrogará ya que él "tiene que ir a otra parte". Confundida, Troi le solicita a la computadora localizar a Worf, esta le dice que él se encuentra en la habitación de Calloway. Troi corre hacia allá y encuentra a Worf y a Calloway en medio de una relación amorosa. Ambos giran y se ríen humillantemente de ella de la misma forma que Finn y el otro hombre hicieron en la visión.
Luego, en un arranque de ira, Troi toma un fáser y lo dispara, pensando que había muerto. Choqueada y perturbada por sus acciones, huye por la nave y se encuentra nuevamente con Pierce quien le dice que ella sabe lo que tiene que hacer. Troi está de acuerdo con él y corre al tubo de la nacela para suicidarse de exactamente la misma forma en que lo hizo Kwan. Sin embargo, ella es detenida por Worf totalmente vivo, dándose cuenta de que fue una visión y, aliviada, lo abraza.
Sucede que sólo unos pocos segundos han transcurrido desde Troi experimentó por primera vez la alucinación. Ella estaba imaginando todo lo que sucedió después de eso, de hecho ella nunca dejó el tubo de la nacela, lo que pareció días en realidad fueron sólo unos pocos segundos. Se revela que Walter Pierce, Marla Finn y el hombre con Finn murieron en una descarga de plasma años atrás en Utopia Planitia. Troi elabora que Pierce y Finn estaban involucrados emocionalmente y que Pierce mató a Finn, al otro hombre y a él mismo en circunstancias parecidas a lo que sucedió en la visión de Troi. Debido a que él era parcialmente telepático, Pierce dejó atrás un residuo cuando se suicidó, causando que cualquier otra persona telepática que trabajará en el tubo de la nacela sucumbiera a una visión alterada de su propia experiencia. Una revisión del conducto de plasma en cuestión confirma su hipótesis.
Con todo terminado, Worf le pregunta a Troi de por qué ella quedó tan sorprendida de verlo vivo, en ese instante transcurre un momento embarazoso entre ambos, similar a su encuentro al final del episodio de la séptima temporada "Paralelos".